# Dicamptus bantu
Dicamptus bantu là một loài tò vò trong họ Ichneumonidae.